# Lone Dybkjær
Lone Dybkjær, née Lone Vincents le 23 mai 1940 à Copenhague (Danemark) et morte le 20 juillet 2020 dans la même ville, est une femme politique danoise, membre du Parti social-libéral danois (RV), ancienne ministre et ancienne députée au Parlement (le Folketing).